# Cirphis
Cirphis is een geslacht van vlinders van de familie Uilen (Noctuidae), uit de onderfamilie Hadeninae.

## Soorten
- C. costalis Walker, 1865
- C. ebriosa Guenée, 1852
- C. exarans Lucas, 1893
- C. obumbrata Lucas, 1893